# Jan VI von Deher
Jan VI von Deher (zm. 28 lipca 1455 r.) – duchowny katolicki, biskup lubuski.
Zanim został biskupem lubuskim sprawował funkcję kanonika lubuskiego i komisarza papieskiego w Marchii Brandenburskiej. Prekonizowany biskupem lubuskim przed 16 października 1443 r. Konsekrował nową katedrę w Fürstenwalde/Spree w 1446 r. oraz przeprowadził tam synod diecezjalny.